# Chloeia viridis
Chloeia viridis  (лат.) — вид морских многощетинковых червей рода Chloeia из семейства Amphinomidae Savigny in Lamarck, 1818. Тропическая Атлантика: от побережья Мексики и Карибских островов до берегов Европы и северо-западной Африки. Тело овальное с 34 хетигерами, глаза имеются. Длина 7—12 см. Обитают на глубинах до 40 м.
Вместе с C. venusta Quatrefages, 1866 единственные виды рода Атлантического бассейна.